# Jean-Luc Grandjean
Jean-Luc Grandjean (10 november 1962) is een voormalig Belgisch internationale handbalspeler, nu coach. Zijn spelersloopbaan deed hij voornamelijk bij Initia Hasselt en bij HC Herstal. Hij coachte daarna clubs als van HC Herstal, VOO HC Herstal-Flémalle ROC en Initia Hasselt en sinds 2020 Tongeren. Na 2 jaar als coach van Tongeren vertrok Grandjean naar KTSV Eupen.

## Privé
Jean-Luc Grandjean heeft drie kinderen die op hoog niveau zwemmen: Yoris, Tahnée en Joan. Hij is ook de schoonzoon van Gérard Sulon, een voormalig voetballer bij RFC Luik.